# ولاية تيسمسيلت
ولاية تيسمسيلت، هي ولاية جزائرية، تقع في وسط غرب البلاد في منطقة الهضاب العليا، كانت تنتمي إلى ولاية تيارت قبل عام 1985. تحمل رقم 38 في التقسيم الولائي الجزائري. عاصمتها تحمل نفس الاسم تيسمسيلت تقع على مسافة 220 كلم جنوب غرب الجزائر العاصمة وب 275 كلم شرق وهران.

## أصل التسمية
تنقسم تيسمسيلت إلى قسمين «تيسم»: غروب و «سيلت»: الشمس، بمعنى غروب الشمس، أو هنا تغرب الشمس المصطلح يرجع إلى اللغة المستعملة من طرف سكان المنطقة قديما (الأمازيغ) ومنذ ذلك العهد تداولت التسمية على المنطقة بتيسمسيلت وللمتأمل متعة في ظاهرة غروب الشمس حقا.

## الجغرافيا
يحدها من الشمال كلا من ولايتي عين الدفلى والشلف، ومن الغرب ولاية غليزان، ومن الجنوب ولاية تيارت، ومن الشرق ولاية المدية.
تتكون أراضي الولاية من مناطق جبلية والتي تمثل 65٪ من إجمالي مساحة الولاية، والباقي تشغلها المرتفعات وبدرجة أقل السهول.
الولاية هي موطن الحديقة الوطنية ثنية الحد، المعروفة بغابات الأرز، وتغطي الغابات 20٪ من أراضي الولاية.

## التاريخ
كانت تيسمسيلت آهلة بالسكان منذ العصر الحجري القديم المتأخر، استمرت الحياة في المنطقة إلى غاية العهد الروماني حيث تمت السيطرة على الجهة الشرقية والجنوب الغربي من المنطقة، وفي سنوات 62-64 للهجرة دخل الإسلام إلى المنطقة خلال الحملة الثانية لعقبة بن نافع الفهري إذ استقبل السكان الدين الحنيف بترحاب شديد، ولقد حكمت المنطقة دول تاريخية عدة وهي
الرستميية، ثم خضعت المنطقة للفاطميين بدءًا من سنة 298 للهجرة، وبعدهم الزيانيين في سنة 312 للهجرة، وبعدهم الموحدون في سنة 539 للهجرة، وبعدهم الحفصيون سنة 632 للهجرة، وفي مطلع القرن الثامن للهجرة الزيانيون، وبعدهم العثمانيون
و لما دخل الاستعمار الفرنسي أرض الوطن تصدى له سكان الونشريس ضمن المقاومة الشعبية للأمير عبد القادر، غير أن قلعة الأمير بتازا لم تصمد طويلا كباقي قلاع الأمير حيث سقطت في يد العدو يوم 25 ماي 1841م
الأمير عبد القادر
استمر النضال السياسي والعسكري خلال مرحلة الحركة الوطنية وثورة أول نوفمبر إذ قدم الونشريس ما يفوق ثلاثة آلاف شهيد وعلى رأسهم البطل البطل الجيلالي بونعامة

## المواقع الأثرية
تعتبر ولاية تيسمسيلت من بين الولايات التي تزخر بمواقع أثرية جد هامة، تجسد مراحل تاريخية مختلفة، بدءا بماقبل التاريخ مرورا بالعصر القديم، انتهاء بالعصر الإسلامي
نقتصر على ذكر أهم المواقع الأثرية الموجودة على تراب الولاية تلك المقترحة للتصنيف وذلك لأهميتها الأثرية البالغة وهي:

موقع عين الصفا:
يقع شرق بلدية تيسمسيلت على بعد 7 كلم على الطريق الوطني رقم 14، الرابط بين بلدية تيسمسيلت وثنية الحد يرجع تاريخ هذا الموقع إلى فترة ما قبل التاريخ وبالتحديد إلى العصر الحجري الحديث (النيوليتيك) وهو عبارة عن مغارة بها نقوش وزخارف مختلفة الأشكال، وكتابات ليبية بربرية.
موقع عين تكرية:
يقع بمنطقة خميستي، على مقربة من الطريق الوطني رقم 14، وهو من بين التحصينات العسكرية التي شيدها الرومان ضمن منظومة خط الدفاع (الليمس)، وقد كانت تعرف أثناء العهد الروماني باسم «كوليمناتة»، وهي تعود إلى القرن الثاني ميلادي وبالتالي، تعتبر أقدم منشأة عسكرية على تراب الولاية.
موقع تازا:
يقع ببلدية الأمير عبد القادر، ويعود إلى الفترة الإسلامية، وهون عبارة عن قلعة من قلاع الأمير، وقد أنشأها سنة 1838 م ونتيجة لأهمية هذا الموقع تجرى حفرية من قبل بحث جامعية، وقد أسفرت عن نتائج مهمة.

## السكان
| ذكور   | فئة عمرية     | إناث   |
| ------ | ------------- | ------ |
| 530    | 85 سنة وأكثر  | 529    |
| 882    | 80 إلى 84 سنة | 688    |
| 1٬701  | 75 إلى 79 سنة | 1٬502  |
| 2٬278  | 70 إلى 74 سنة | 2٬012  |
| 2٬731  | 65 إلى 69 سنة | 2٬471  |
| 2٬863  | 60 إلى 64 سنة | 2٬639  |
| 4٬295  | 55 إلى 59 سنة | 3٬964  |
| 5٬294  | 50 إلى 54سنة  | 5٬104  |
| 5٬728  | 45 إلى 49 سنة | 5٬744  |
| 8٬011  | 40 إلى 44 سنة | 8٬287  |
| 9٬362  | 35 إلى 39 سنة | 9٬760  |
| 11٬110 | 30 إلى 34 سنة | 11٬763 |
| 15٬376 | 25 إلى 29 سنة | 14٬988 |
| 18٬009 | 20 إلى 24 سنة | 17٬686 |
| 18٬282 | 15 إلى 19 سنة | 17٬658 |
| 15٬387 | 10 إلى 14 سنة | 14٬728 |
| 13٬087 | 5 إلى 9 سنوات | 12٬063 |
| 14٬481 | 0 إلى 4 سنوات | 13٬409 |
| 27     | غير معروف     | 47     |

## الجيلالي بونعامة
سي محمد بونعامة المعروف باسم الجيلالي من مواليد 6 أفريل 1926 بقلب الونشريس قضى سي محمد طفولته في هذه المنطقة الجبلية بين أحضان أسرة متواضعة، التحق بالمدرسة الابتدائية وطرد منها في سن مبكر ثم التحق بمنجم ليعمل به نظرا للحالة الاجتماعية الصعبة لعائلته. انخرط كعضو في حركة انتصار الحريات الديمقراطية حيث تقلد منصب مسؤولية قسم، وانخرط في المنظمة الخاصة وظل ينشط في المجال السياسي، تمكّن من حضور مؤتمر هونرو ببلجيكا، نظم إضراب عام لعمال المناجم عام 1951 والذي دام حوالي 5 أشهر
عند اندلاع الثورة تمكّن سي محمد بفضل حيويته وصلابته من جعل منطقة الونشريس قلعة قوية لجبهة التحرير الوطني وجيش التحرير الوطني منذ 1955. في سنة 1956 حسب التنظيم الذي أقرّه مؤتمر الصومام أصبح سي محمد بونعامة يحمل رتبة ضابط أول عسكري وبدأ يكوّن وحدات تنطلق لمهاجمة مراكز العدو وضرب تجمعاته في كل حدود الولائية الرابعة
في سنة 1957 ارتقى إلى رتبة رائد قائد المنطقة الثالثة حيث قام بالتنظيم السياسي والإداري والاجتماعي وجعل هذه المنطقة محرمة على المستعمر. في سنة 1958 عين بمجلس الولاية الرابعة كرائد عسكري إلى جانب سي محمد بوقرة وبعد استشهاد هذا الأخير واصل سي محمد وسي صالح تسيير إدارة الولاية وبعدما قاد الولاية الرابعة. اختار مدينة البليدة قلب متيجة مركزا لقيادة الولاية ومنها أصبح القائد يعدّ وينظّم العمليات العسكرية، وكان له الضلع الأكبر في تنظيم مظاهرات 11 ديسمبر 1960
اغتيال والديه، وتوقيف أخيه الأكبر وتهديم منزلهم لم يقلص من عزيمة الشهيد الذي سقط في ميدان الشرف في معركة وسط مدينة البليدة بتاريخ 08 أوت 1961

## السياحة
أهم الفضاءات السياحية في ولاية تيسمسيلت هي:
- الحظيرة الوطنية للمداد::

تعرف بعروس الونشريس – علوها حوالي 1786 متر أعلى قمة بها هي «رأس البراريت» تقع حوالي 02 كلم من ثنية الحد و 50 كلم من مدينة تيسمسيلت.
- الحظيرة الجهويـة عين عنتر:

تتربع على مساحة تقدر ب 500 هكتار- علوها 1983، حيث تغطيها ثلوج شتاء، توجد بها أنواع عديدة من الأشجار مثل البلوط، الأرز، الصنوبر، الفلين وثروة حيوانية نادرة مثل الذئب والثعلب والخنزير وبعض الطيور الجارحة.
- منطقة سيدي سليمان:

موقع استراتيجي على علو 1230 متر، به محطة معدنية تتدفق مياهه من أعماق الصخور مستغلة منذ 1910 م، درجة حرارة مياهه 42°، تصلح لعلاج أمراض عديدة.
الحمامات:
حمام سيدي سليمان

## التقسيم الإداري

### الدوائر
دوائر الولاية هي:
| - دائرة تيسمسيلت - دائرة برج الأمير عبد القادر - دائرة عماري - دائرة برج بونعامة | - دائرة خميستي - دائرة لرجام - دائرة الأزهرية - دائرة ثنية الأحد |  |

### البلديات
قُسمت ولاية تيسمسيلت إداريا إلى 22 بلدية بموجب القانون 84-09 المؤرخ في 04 فيفري عام 1984 :
| - تيسمسيلت - ثنية الحد - برج بونعامة - لرجام - الأزهرية - الأربعاء | - بوقايد - سيدي سليمان - ، بني شعيب - بني لحسن - عماري - اليوسفية | - سيدي بوتشنت - الملعب - سيدي عابد - أولاد بسام - خميستي - العيون | - برج الأمير عبد القادر - سيدي العنتري - تملاحت - المعاصم |  |

## التعليم الجامعي
تضم هذه الولاية جامعة واحدة وفقط، وهي:
- جامعة تيسمسيلت [3]

## اقتصاد المنطقة
تشتهر تيسمسيلت بطابعها الفلاحي لوجودها في منطقه الهضاب العليا أو التل كما تشتهر بطاقات سياحية لوجود مناظر طبيعيه خلابه نذكر منها جبال الونشريس وغابات المداد المحمية عالميا المصنفة حضيرة وطنية شهيرة بغابات الأرز إضافة إلى الأثار الرومانية في مدينة خميستي كوليم ناتا وقلعة الأمير عبد القادر الأثرية في مدينة تازه، كما تجدر الإشارة إلى وجود منابع حموية بمنطقة سيدي سليمان بأعالي جبال الونشريس.
1. ↑  السكان المقيمين في الولاية حسب السن والجنس.نسخة محفوظة 21 أكتوبر 2016 على موقع واي باك مشين.
2. ↑  دوائر ولاية تيسمسيلت نسخة محفوظة 07 يوليو 2013 على موقع واي باك مشين. [وصلة مكسورة]
3. ↑  الموقع الرسمي للمركز الجامعي الونشريسي - تيسمسيلت. نسخة محفوظة 12 سبتمبر 2017 على موقع واي باك مشين.